# Hermann Lenz
Hermann Lenz (Stoccarda, 26 febbraio 1913 – Monaco di Baviera, 12 maggio 1998) è stato uno scrittore tedesco.

## Biografia
Tra gli esponenti maggiori del movimento detto Neue Subjektivität ("nuova soggettività"), Lenz fu specializzato in romanzi autobiografici, in cui lo spunto personale era a volte palese (come nella trilogia Der innere Bezirk, cronaca romanzata dei suoi anni giovanili) altre volte mascherato dall'uso di un alter ego letterario, "Eugen Rapp", protagonista di nove suoi romanzi.
Spesso sottovalutato se non disprezzato dalla critica per la sua mancanza di impegno politico-sociale, vinse tuttavia importanti premi letterari tra cui il Premio Georg Büchner nel 1978.